# English As She Is Spoke
English As She Is Spoke publicat originalment amb el títol O Novo Guia de Conversação, em Portuguez e Inglez, em Duas Partes (en català seria "La nova guia de conversa en portuguès i en anglès, en dues parts"), és un llibre del segle xix atribuït a José da Fonseca i Pedro Carolino, que fou concebut originalment com un vocabulari i guia de conversa portuguès/anglès o llibre de frases. Arran de la seva publicació a Anglaterra i els Estats Units el 1855 és considerat com una font clàssica d'humor involuntari, puix que les traduccions a l'anglès de frases fetes són generalment incoherents. L'humor prové de la traducció literal feta amb ajuda de diccionari, el que fa que moltes expressions idiomàtiques es van traduir de forma inadequada. Per exemple, la frase en portuguès chover a cântaros es tradueix com raining in jars (plovure en gerres), mentre que una traducció anglesa idiomàtica seria raining buckets (en català, plou a bots i barrals).

## Origen
Es creu àmpliament que cap dels autors a qui s'atribueix l'obra sabia parlar anglès, i que s'usà un diccionari francès-anglès per a traduir un llibre de frases anterior, «O Novo guia da conversação em francês e português», que havia estat escrit per José da Fonseca. El llibre de frases en portuguès-francès és pel que sembla un treball competent, sense els defectes que caracteritzen «English as she is spoke». José de Fonseca, un respectat lexicògraf portuguès, havia publicat el 1836 "O Novo guia da conversação em francês e português" a París pels editors "J.-P. Aillaud, Monlon e Ca", probablement una obra encertada per a estudiar francès o portuguès, car fou revisada per a una nova edició publicada el 1853. De Fonseca s'associà llavors amb Pedro Carolina per a la versió portuguès/anglès de l'obra. Aquesta traducció fou publicada a París el 1855 amb el títol «O Novo Guia de Conversação, em Portuguez e Inglez, em Duas Partes» pels editors "J.-P. Aillaud, Monlon e Ca".

Monteiro apunta que Carolino el 1869, gairebé tres anys després de la mort de Fonseca, publicà una nova edició no autoritzada en què tan sols hi constava ell com a autor, publicada suposadament a Pequín, potser per a evitar denúncies de plagi.

## “Renaixement” de l'obra
El 1883, gairebé trenta anys més tard el llibre fou publicat gairebé simultàniament a Anglaterra, amb pròleg de James Millington, i Estats Units - prologat per Mark Twain - amb l'aberrant títol “English As She Is Spoke”.
Mark Twain va dir d'«English as She Is Spoke» que «ningú no pot augmentar l'absurd d'aquest llibre, ningú no el pot imitar amb èxit, ningú no pot esperar produir-ne un de semblant, és perfecte; no té ni tindrà concurrent, la seva immortalitat és segura».
El 2002, Alexander MacBride del Departament de Lingüística de la UCLA suggerí que és més probable que el llibre portuguès-anglès fou una traducció no autoritzada per Pedro Carolino del llibre portuguès-francès, sense la participació de José da Fonseca, que una obra feta per tots dos.

Stephen Pile esmenta aquesta obra al The Book of Heroic Failures, (Llibre de fracassos heroics), i comenta: «Hi ha alguna cosa en anglès convencional que podria igualar la intensitat de To craunch a marmoset?»